# Feldfrucht
Als Feldfrucht werden Kulturpflanzen bezeichnet, die auf Feldern angebaut werden. Zu den Feldfrüchten zählen Getreide, Hack- und Hülsenfrüchte, Ölfrüchte oder Pflanzen zur Grünernte, die als Futtermittel oder, wie Silomais, zur Energiegewinnung genutzt werden. Wird innerhalb eines Jahres eine weitere Feldfrucht angebaut, entweder als Haupt- oder als Winterzwischenfrucht, spricht man von einer Zweitfrucht.